# Mambay (peuple)
Pour les articles homonymes, voir Mambay.
Les Mambay sont une population du nord-est du Cameroun, vivant le long du Mayo Kébi, dans l'arrondissement de Bibemi, dans des localités telles que Djaloumi, Kakou, Kalao, Katcheo, ou dans celui de Figuil, à Ouro Maray, également de l'autre côté de la frontière avec le Tchad, dans le Mayo-Kebbi Ouest.

## Langue
Ils parlent le mambay, une langue de l'Adamaoua du groupe mbum, dont le nombre de locuteurs était estimé à 14 000, dont 12 000 au Cameroun en 2011.